# Comité Paralímpico de Laos
El Comité Paralímpico de Laos es el comité paralímpico nacional que representa a Laos. Esta organización es la responsable de las actividades deportivas paralímpicas en el país. Es miembro del Comité Paralímpico Internacional y del Comité Paralímpico Asiático.